# Sungui-dong
Sungui-dong (koreanska: 숭의동) är en stadsdel i staden Incheon, 30 km väster om huvudstaden Seoul. Den ligger i stadsdistriktet Michuhol-gu.

## Indelning
Administrativt är Sungui-dong indelat i:
| Namn      | Namn                     | Yta km² | Invånare 31 dec 2020 |
| --------- | ------------------------ | ------- | -------------------- |
| 숭의1·3동 | Sungui 1(il)·3(sam)-dong | 0,77    | 15 172               |
| 숭의2동   | Sungui 2(i)-dong         | 0,50    | 14 754               |
| 숭의4동   | Sungui 4(sa)-dong        | 0,74    | 17 021               |